# Claude Strebelle
Pour les articles homonymes, voir Strebelle.
Claude Strebelle, né à Bruxelles le 2 novembre 1917  et mort à Liège le 16 novembre 2010 , est un architecte et urbaniste belge, diplômé de l'Académie royale des beaux-arts de Bruxelles en 1941.

## Biographie
Installé à Tilff, en région liégeoise, Claude Strebelle est le fondateur de l'atelier du Sart Tilman, un important bureau d'architecture.
En 1946, il crée un phalanstère avec ses frères Jean-Marie Strebelle et Olivier Strebelle, ainsi que le peintre Carlo de Brouckère dans un château de Torhout. L'architecte belge André Jacqmain, le sculpteur Aroldo Zavaroni et le céramiste Théo Kisselov ont participé à ce projet.
Il a dirigé l'implantation de l'université de Liège sur le campus du Sart Tilman, dont il est l'architecte-coordinateur dans les années 1970. Une de ses plus belles réalisations hors de Belgique est la Station de recherches sous-marines et océanographiques de Calvi (STARESO) en Corse qui lui a valu, en 1974, le prix d'architecture « La Truelle d'argent », avec son associé Charles Dumont.
Il est également l'auteur du plan directeur de la place Saint-Lambert, schéma urbanistique selon lequel fut complètement redessiné le centre de la ville de Liège au cours des années 1980 et 1990. De 1990 à 1993, il prend l'architecte Arlette Baumans comme associée de l'atelier du Sart Tilman pour diriger ensemble des dossiers d'envergure comme l'extension du palais de justice, place Saint-Lambert à Liège.
Claude Strebelle est le fils du peintre Rodolphe Strebelle, il est le frère du sculpteur Olivier Strebelle et du peintre Jean-Marie Strebelle, il est le père du sculpteur Vincent Strebelle.

## Réalisations
- 1966-1968 : Poste central de Commande de l'université de Liège dans le domaine du Sart Tilman (Liège).
- 1966-1968 : Chaufferie générale de l'université de Liège dans le domaine du Sart Tilman (Liège).
- 1971 : Halls de Métallurgie de l'université de Liège dans le domaine du Sart Tilman (Liège).
- 1971 : Station de recherches sous-marines et océanographiques de l'université de Liège (avec Charles Dumont) à Calvi (Corse)
- 1973 : Instituts de Paléontologie, Minéralogie, Géologie de l'université de Liège dans le domaine du Sart Tilman (Liège).
- 1979 : Extension de l'Institut de Chimie de l'université de Liège dans le domaine du Sart Tilman (Liège)[4].
- 1980 : Bâtiment du SEGI (Service général d'informatique de l'université de Liège, avec Jean Englebert), dans le domaine du Sart Tilman (Liège).
- 1981 : Faculté de Droit de l'université de Liège (avec André Jacqmain et Daniel Boden) dans le domaine du Sart Tilman (Liège).
- 1982 : Faculté de Psychologie et Sciences de l'Education de l'université de Liège (avec Charles Dumont) dans le domaine du Sart Tilman (Liège).

## Prix et distinctions
- Prix spécial du Jury dans le cadre du prix de l'Urbanisme de la Ville de Liège - Îlot Saint Michel (prix attribué à l'équipe d'auteurs de projets coordonnée par Claude Strebelle, inclus Bruno Albert, Lemaire & Gérard et Bernard Herbecq, Jean-Noël Capart et l'Atelier du Sart-Tilman) (2000)